# پامسواکی مصری بزرگ
پامسواکی مصری بزرگ (Jaculus orientalis) جوندگانی از تیره موش‌های دوپا هستند که در الجزایر، مصر، اسرائیل، لیبی، مراکش، عربستان سعودی و تونس یافت می‌شوند.